# Тишин, Василий Григорьевич
Василий Григорьевич Тишин (1774—1852) — генерал-майор русской императорской армии, участник Отечественной войны 1812 года.

## Биография
Родился 5 (16) марта 1774 года и в одиннадцатилетнем возрасте был определён на службу кадетом в Артиллерийский шляхетский кадетский корпус; через семь лет переведён был штык-юнкером в 1-й канонирский полк, с которым принял участие в войне России с турками и польскими конфедератами, заслужив за храбрость при штурме Праги золотой крест. В 1796 году был произведён в подпоручики и затем переводился последовательно из одной части в другую: в батальон Гербеля (в 1797 г.), во 2-й артиллерийский полк Резвого (в 1800 г.) и в 3-й артиллерийский батальон. В 1803 году был уволен от службы штабс-капитаном и пробыл в отставке пять лет.
В 1808 году снова поступил на военную службу — в Углицкий пехотный полк с назначением адъютантом к военному министру. В этой должности он проявил распорядительность и энергию при устройстве в Финляндии госпиталя и вербовке на российскую службу шведов.
С началом Отечественной войны, зачисленный в корпус графа Витгенштейна, проявил храбрость в делах при Полоцке, Чашниках и Смолянах, за что был произведён в майоры и награждён орденом Св. Анны 2-й степени. Кампания 1813 года дала ему возможность также проявить свои способности, и за отличие в делах при Гамерно, Пирне, Дрездене, Колендорфе, Кульме, Петерсвальде и в генеральном сражении под Лейпцигом он был произведён в подполковники, награждён золотой шпагой с надписью «За храбрость» и алмазными знаками к ордену Св. Анны 2-й степени; в эту же кампанию состоялось его назначение исполняющим дела директора госпиталей при армии, благодаря его деятельности в Финляндии в 1810 году.
В кампании 1814 года он тоже участвовал в нескольких делах — при Ножане, Баренад, д. Лабрюсель, Труа и взятии Парижа и получил бант к ордену Св. Владимира 4-й степени, прусский орден «Пур ле Мерит» и Высочайшее благоволение.
В этом же году был переведён в Селенгинский пехотный полк и продолжал строевую службу до 1829 года, когда был назначен сперва состоять при главнокомандующем 2-й армией, затем главным смотрителем петербургских и загородных военных госпиталей и в 1830 году — директором военных госпиталей действующей армии. Был награждён орденом Св. Георгия 4-й степени (№ 3413 по списку Григоровича — Степанова), пожалованный ему 15 февраля 1819 года.
В 1831 году был произведён в генерал-майоры и во время Польского восстания захвачен в плен, в котором находился с 25 августа по 18 сентября. В следующем году вторично занял пост главного смотрителя петербургских и загородных военных госпиталей, а 12 апреля 1836 года был назначен инспектором военных госпиталей при военном министерстве. Вышел в отставку 13 января 1847 года и уехал в имение Заязьба, где и скончался 11 (23) апреля 1852 года. Был похоронен на городском кладбище в Гдове, в воздвигнутой им церкви Марии Магдалины.

## Награды
- Крест «За взятие Праги» (1794)
- Золотая шпага «За храбрость» (1813)
- Орден Святой Анны 2-й степени с алмазными украшениями (1 апреля 1813)[2]
- Орден «Pour le Mérite» (1813)
- Орден Святого Владимира 4-й степени с бантом (1814)
- Орден Святого Георгия 4-й степени (1819)
- Орден Святого Владимира 3-й степени (1830)
- Знак отличия за XXV лет беспорочной службы (1830)
- Польский знак отличия за военное достоинство 2-й степени (1832)
- Орден Святого Станислава 2-й степени (19 марта 1832)[3]
- Орден Святого Станислава 1-й степени (1839)
- Орден Святой Анны 1-й степени (1842)
- Знак отличия беспорочной службы за XL лет

## Семья
Был женат на Ольге Ивановне Темирязьевой. Их дочь Ольга была замужем 1-м браком за Петром Николаевичем Леонтьевыма (1813—1851), братом философа-мыслителя К. Н. Леонтьева; 2-м браком — за Траскиным. В семье были ещё две дочери: Софья и Авдотья.